# The Teen Idles
Не путать с американской поп-панк-группой Teen Idols.
The Teen Idles (МФА: [ðə ˈtiːn ˈaɪd(ə)lz]) — американская хардкор-панк-группа из Вашингтона, в состав которой входили Натан Стреджсек, Джорди Гриндл, Иэн Маккей и Джефф Нельсон. Дискография коллектива состоит из двух демонстрационных сессий и мини-альбома Minor Disturbance 1981 года, выпущенного после его распада в ноябре 1980 года. The Teen Idles были первой группой, заключившей контракт с независимым лейблом Dischord Records. Несмотря на яростные бунтарские песни и неформальный внешний вид, музыканты пропагандировали здоровый образ жизни. Хотя коллектив просуществовал примерно четырнадцать месяцев, он был ранним ориентиром и для движения straight edge, и для хардкор-движения округа Колумбия. Впоследствии Маккей и Нельсон сформировали панк-группу Minor Threat.
The Teen Idles были в числе первых панк-рок-групп из хардкор-движения ранних 1980-х годов, которым удалось играть концерты на региональном уровне и впоследствии продавать альбомы на национальном уровне. Музыка The Teen Idles была ранними экспериментами хардкор-панка и попыткой, по словам Маккея, «уйти от музыки, несущей разврат». В их лирике чувствовалось стремление восстановить утратившее свой первоначальный энтузиазм движение панка.

## История

### Первые шаги
В 1978 году Иэн Маккей увлёкся панк-роком, впервые услышав его на студенческой радиостанции WGTB Джорджтаунского университета в Вашингтоне, США. В школе он познакомился с Джеффом Нельсоном. Вскоре они стали хорошими друзьями и быстро обнаружили общую заинтересованность в панк-музыке. Маккей и Нельсон впервые посетили панк-концерт в январе 1979 года — это было выступление гаражной рок-группы The Cramps, организованное WGTB. Друзья были под впечатлением от проведённого мероприятия. Позднее Маккей вспоминал:
[Концерт] меня потряс, потому что я в первый раз увидел это огромное, полностью невидимое сообщество, которое собралось для ритуального события... Я подумал: «Они обращаются ко мне». Я подумал: «Мне это интересно. Я могу дышать в этом мире. Это то, что мне нужно».Оригинальный текст (англ.)It blew my mind because I saw for the first time this huge, totally invisible community that had gathered together for this tribal event... I thought, 'This appeals to me. This is the world I think I can breathe in. This is what I need.
Весной 1979 года Маккей и Нельсон, вдохновлённые концертом, вместе со своими школьными друзьями Джорджем Гриндлом и Марком Салливаном начали играть в сформированной ими панк-группе Slinkees. Роли музыкантов были распределены следующим образом: Салливан стал вокалистом, гитаристом — Гриндл, Нельсон был за барабанной установкой и Маккей в качестве бас-гитариста. В таком составе новоиспечённая группа провела одно выступление, после чего её покинул вокалист Марк Салливан, предпочтя музыкальной карьере учёбу в колледже. После неудачных попыток найти вокалиста друг Иэна Маккея Генри Гарфилд, ставший позднее знаменитым под псевдонимом Генри Роллинз, подсказал Маккею взять на это место своего товарища Натана Стреджсека. С его вступлением коллектив был переименован в The Teen Idles, и после этого его состав больше не менялся. Музыканты поддерживали дружеские отношения с другой группой из Вашингтона под названием Bad Brains, которая после 1980 года получила мировую известность.

### Концертная деятельность
Поскольку членам The Teen Idles не было 18 лет, они не могли играть в местных барах. Это привело к поиску альтернативных площадок для выступлений. Музыкантам приходилось договариваться с администрацией клубов, соблюдающих возрастные ограничения. После гастролей и нескольких месяцев репетиций группа записала две демо-сессии в местной студии в феврале и апреле 1980 года. Музыканты начали играть на вечеринках и в пиццериях, а также, вместе с Bad Brains, провели выступление на открытии художественной галереи в ресторане «Madam's Organ Blues Bar».

Участники коллектива заявляли, что пытались возродить панк-движение первой волны, которое, по мнению группы, утратило энтузиазм и идеологическую составляющую с появлением новой волны, и сделать панк-музыку как можно более злобной. Группа создала свой стиль — они обрили головы, сделали ирокезы и начали носить различные панк-аксессуары. Нельсон и Маккей закрепили канцелярские кнопки на подошвах своих ботинок так, что они создавали «зловещий цокающий» звук во время ходьбы. Внешний вид музыкантов, по словам Маккея, не соответствовал их поведению: 
На наших шоу и внутри сообщества мы представали полностью бестолковыми парнями. Мы были честными до невозможности — мы не воровали в магазинах, мы не занимались вандализмом, мы не рисовали на стенах... Мы ничего подобного не делали — все просто ненавидели нас за то, как мы выглядели.Оригинальный текст (англ.)In our shows and within our own community, we were totally goofy guys. We were painfully honest — we didn't shoplift, we didn't vandalize, we didn't spray-paint... We don't do anything — everybody just hates us because of the way we look.
После нескольких концертов в округе Колумбия вместе с группой Untouchables в августе 1980 года The Teen Idles провели тур по западному побережью США. Взяв с собой аппаратуру Garfield и своих приятелей Марка Салливана и Генри Гарфилда, группа отправилась в Калифорнию. По прибытии бунтарского коллектива ими сразу же заинтересовались правоохранительные органы. Джефф Нельсон на один час был задержан полицией для установления личности и выяснения цели прибытия. В конечном итоге The Teen Idles всё же начали тур, но им было запрещено выступать в кафе «Гонконг» Лос-Анджелеса из-за возрастных ограничений. В состав выступающих также входили Dead Kennedys, Circle Jerks, The Mentors и другие. Вспоминая выступление The Teen Idles, Маккей говорил, что зрители были удивлены тем, насколько быстро играла их группа. За время поездки команда провела всего два выступления: в Хантингтон-Бич и Сан-Франциско.
После возвращения в Вашингтон музыканты попросили владельца магазина «Yesterday and Today» Скипа Гроффа записать несколько песен в небольшой студии в Арлингтоне. Он, в свою очередь, был знаком с звукоинженером и владельцем студии Inner Ear Доном Зентарой (студия находилась в его доме). The Teen Idles проводили репетиции в подвальном помещении, Зентара занимался звуком, а Грофф выступал в роли продюсера. В общей сложности было записано семь композиций. Однако группа в конечном итоге отложила свои записи до лучших времён.

### Распад иMinor Disturbance

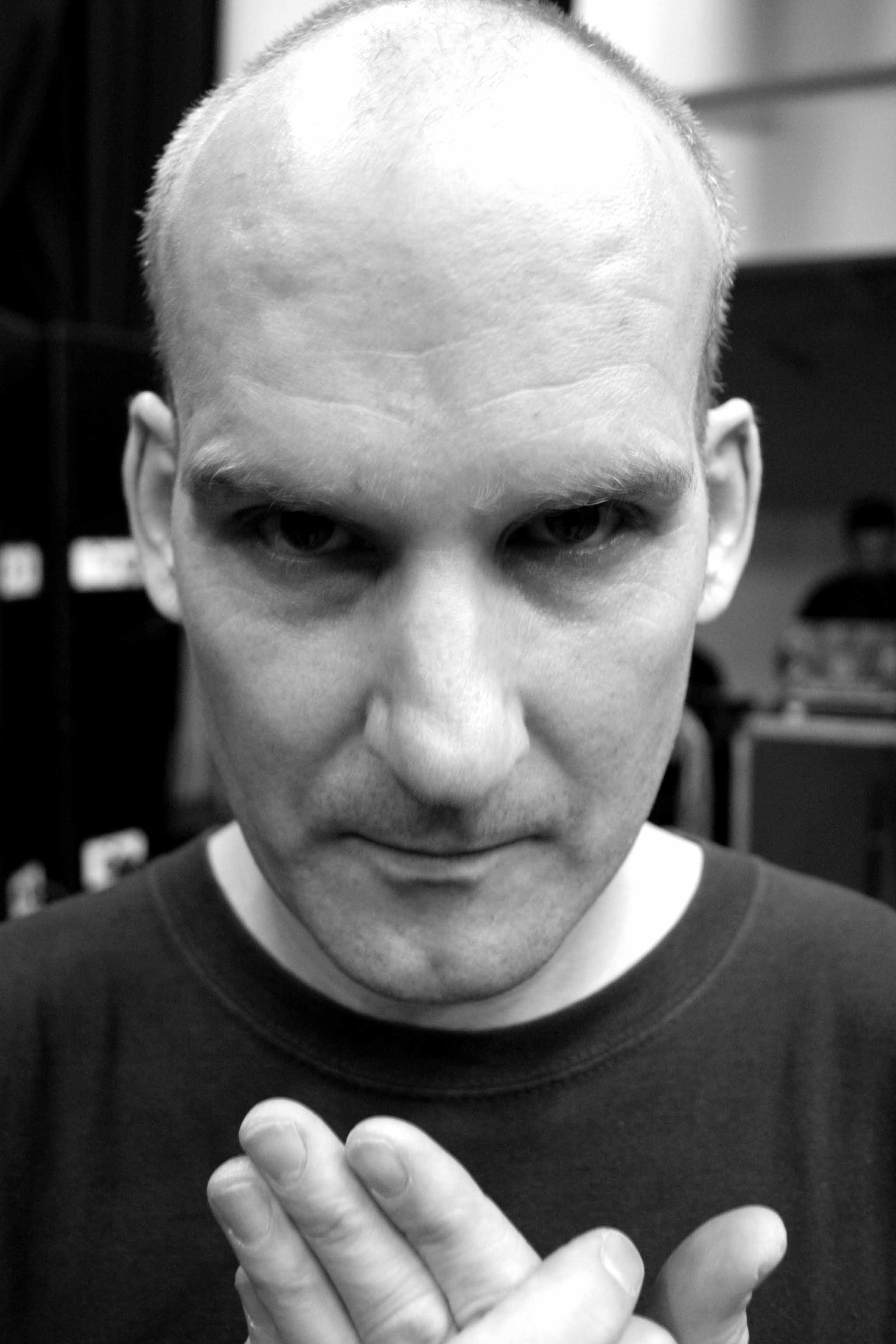
Идейный вдохновитель и основной автор песен The Teen Idles Иэн Маккей (апрель 2007 года)

В конце 1980 года The Teen Idles решили закончить совместные выступления, главным образом из-за ссоры Гриндла с Нельсоном из-за разных религиозных взглядов: Джорди исповедовал христианство, а Джефф был атеистом. Отношения между двумя участниками всё больше накалялись, и в итоге Джорди Гриндл решил покинуть коллектив. Их последнее выступление прошло 6 ноября 1980 года вместе с группой SVT в клубе «9:30». Это событие стало ключевым для начала популярности панк-концертов среди людей всех возрастных категорий, так как продажа алкогольной продукции в заведении была запрещена. Перед игрой в клубе «Mabuhay Gardens» в Калифорнии группе разрешали вход в клуб после особой отметки — большой буквы «X» на тыльной стороне ладоней, что означало запрет продажи алкоголя этим лицам в связи с тем, что они были младше восемнадцати. The Teen Idles предложили эту идею вашингтонскому клубу «9:30», на что городская администрация пообещала, что если несовершеннолетние будут пойманы в данном заведении в нетрезвом виде, клуб может быть закрыт. В итоге финальный концерт The Teen Idles прошёл без инцидентов.
После года гастролей группа заработала в общей сложности семьсот долларов, в связи с чем музыканты столкнулись с выбором — разделить деньги между участниками коллектива или записать песни в сотрудничестве с Доном Зентарой. В итоге члены группы выбрали последнее. Вскоре Стреджсек, Нельсон и Маккей основали независимый лейбл Dischord Records и благодаря помощи Скипа Гроффа выпустили пластинки. Вскоре музыканты решили включить в предстоящее издание восьмую песню, являющуюся концертной версией, под названием «Too Young to Rock». Запись закончилась в декабре 1980 года. В январе 1981 года был выпущен мини-альбом Minor Disturbance с первоначальной серией в одну тысячу экземпляров в формате 7-дюймового винила. Из-за изменения версии пластинки её упаковки пришлось вырезать, сложить и склеить вручную; Нельсон, Стреджсек и Маккей вместе со своими друзьями провели много дней, осуществляя их монтаж. Дизайн обложки был разработан Джеффом Нельсоном; он содержит фотографию младшего брата Иэна — Алека Маккея — с перекрещёнными на груди руками, на которых изображены знаки «X». На оборотной стороне находится фотография The Teen Idles и пары десятков их друзей и поклонников, запечатлённых в ходе предпоследнего концерта группы в Вашингтоне 31 октября 1980 года. EP получил положительные отзывы фэнзинов, а песни, вошедшие в него, транслировались на местных радиостанциях. Благодаря продаже пластинки DIY-лейбл Dischord заработал достаточно денег, чтобы выпускать записи других исполнителей, а позже стал одним из известных и уважаемых на всём восточном побережье США.
После распада The Teen Idles Гриндл решил не продолжать музыкальную карьеру. К моменту выпуска Minor Disturbance Нельсон и Маккей уже сформировали новую хардкор-панк-группу Minor Threat и 17 декабря 1980 года провели первое выступление в её составе, а Стреджсек вместе с участником The Untouchables основал коллектив Youth Brigade. Стреджсек на некоторое время был отстранён от участия в управлении делами Dischord Records, до тех пор, пока Нельсон и Маккей, разочарованные его отсутствием, не приняли его обратно. На протяжении 1980-х и 1990-х годов композиции The Teen Idles появились в ряде хардкор-сборников. 28 октября 1996 года Dischord издал мини-альбом Teen Idles, который включает в себя две демо-сессии группы, записанные в феврале и апреле 1980 года. В правом нижнем углу лицевой стороны обложки диска стоит цифра «100», обозначающая, что издание является юбилейным релизом производства компании Dischord.

## Музыкальный стиль и идеология
Большая часть песен группы была написана Иэном Маккеем. Внешний вид участников группы и их яростные композиции выступали против доминирующей в то время сцены новой волны, воспринимавшейся как самоуспокоение. Многие коллективы первой волны панк-рока, включая The Clash и The Damned, перешли к такому стилю в конце 1970-х — начале 1980-х годов. The Teen Idles упоминают об этом в песне «Fleeting Fury». Сильное влияние на музыкальный стиль коллектива оказали панк-группы Вашингтона и Калифорнии, такие как Bad Brains, Black Flag и The Germs. Влияние этих коллективов проявилось во всех песнях The Teen Idles, которые состоят в основном из выкрикиваний Стреджсека через один-два бита, быстрой и почти безостановочной игры Маккея и Нельсона, предоставляющей краткосрочный рифф, чередующийся с быстрой гитарной партией Гриндла. Профессиональный критик Джек Рабид в обзоре Teen Idles на сайте AllMusic отметил слишком высокую скорость исполнения композиций. Он же охарактеризовал вокал Натана Стреджсека как «визги хомяка, который застревает лапой в колесе, торопясь во время бега», имея в виду непопадание певца в ритм музыки, когда после ускоренной игры куплета проигрывается короткий гитарный рифф. Эти замечания, по словам Рабида, противоположны оценкам качества записи и исполнения композиций мини-альбома Minor Disturbance и других проектов участников The Teen Idles. По словам музыкального критика и журналиста Майкла Аззерада, The Teen Idles играли «прото-хардкор-композиции, которые характеризовали проблемы их социальной среды». Иэн Маккей позднее объяснил в документальном фильме Адама Смолла и Питера Стюарта «Другое состояние разума»: 
Когда я стал панком, я начал воевать в основном против людей, которые окружали меня — друзей.Оригинальный текст (англ.)When I became a punk, my main fight was against the people who were around me — friends.
 Когда Маккею было тринадцать лет, он на девять месяцев переехал в Пало-Альто, Калифорния. В это время его друзья начали принимать наркотики и употреблять алкоголь. После возвращения в Вашингтон Иэн снова встретился с ними и, заметив деградацию их личности под воздействием употребляемых ими веществ, поклялся никогда не стать таким же и наотрез отказался продолжать дружеские отношения с ними.

Графическая эмблема, связанная с движением straight edge, пропагандирующим здоровый образ жизни, — чёрный «X» — обычно отмечается на запястьях чёрным маркером. По словам Маккея, во время турне The Teen Idles в Сан-Франциско в клубе «Mabuhay Gardens» администрация поняла, что музыканты являются несовершеннолетними, и запретила им выступать. После этого группа предложила им сделку, что не будет употреблять спиртное, и в качестве доказательства предложила поставить маркером большой «X» на запястьях рук, чтобы иметь особый знак отличия, на что представители заведения согласились. Вернувшись в Вашингтон, группа внедрила свою идею в клубе «9:30». Иэн Маккей: 
Я сказал: «Эй смотрите, мы не собираемся пить и мы поставим это „X“ на своих руках. Если вы увидите, что мы пьём, вы можете выкинуть нас навсегда. Мы не будем пить, мы пришли только для музыки».Оригинальный текст (англ.)I said «Hey look, we're not going to drink and we will put this 'X' on our hand. If you see us drinking you can throw us out forever. We are not going to drink, we just came to see the music».
Хотя первоначально данная маркировка обозначала только молодёжь, позднее она стала использоваться более широко и до сих пор служит для обозначения многих групп, придерживающихся идеологии straight edge и готовых играть там, где аудитория состоит, в том числе, и из совершеннолетних. Маккей отмечал, что во время выступлений группы символ не означал принадлежность к субкультуре straight edge — он использовался для обозначения детей.

## Дискография

Обложка мини-альбома Minor Disturbance с изображением маркировки «X» на запястьях, которая позднее стала эмблемой движения straight edge

Дискография группы состоит из двух мини-альбомов, изданных уже после её распада. Оба альбома были выпущены лейблом Dischord Records.
- Minor Disturbance (1981)

| №  | Название             | Длительность |
| -- | -------------------- | ------------ |
| 1. | «Teen Idles»         | 0:45         |
| 2. | «Sneakers»           | 1:28         |
| 3. | «Get Up and Go»      | 0:52         |
| 4. | «Deadhead»           | 1:21         |
| 5. | «Fleeting Fury»      | 1:20         |
| 6. | «Fiorucci Nightmare» | 0:44         |
| 7. | «Getting in My Way»  | 1:05         |
| 8. | «Too Young to Rock»  | 2:04         |

- Teen Idles (1996)

| №  | Название                               | Длительность |
| -- | -------------------------------------- | ------------ |
| 1. | «Adventure»                            | 2:26         |
| 2. | «Teen Idles»                           | 1:11         |
| 3. | «Sneakers»                             | 1:39         |
| 4. | «Trans Am»                             | 2:12         |
| 5. | «Fiorucci Nightmare/Getting In My Way» | 2:18         |

## Состав группы
- Натан Стреджсек — вокал
- Джорди Гриндл — гитара
- Иэн Маккей — бас-гитара
- Джефф Нельсон[англ.] — ударные

## Комментарии
1. ↑  Другой источник указывает на то, что музыканты заработали шестьсот долларов[8].